# Coupe de France féminine 2022/23
Der Wettbewerb um die Coupe de France féminine in der Saison 2022/23 war die 22. Ausspielung des französischen Fußballpokals für Frauenmannschaften. Verpflichtend ist die Teilnahme nur für die Frauschaften der ersten bis dritten Liga. Mit einer Zahl von 874 gemeldeten Teams wurde die im Vorjahr aufgestellte Rekordmarke (888) nur geringfügig unterschritten; darunter befinden sich in zunehmendem Maße Spielgemeinschaften (Groupement Féminin, kurz GF) von zwei oder mehr kleinen, unterklassigen Vereinen.
Die Titelverteidigerinnen Paris Saint-Germain FC, die erneut das Endspiel erreichten, trafen einmal mehr – bereits zum sechsten Mal – auf die Frauen von Olympique Lyon. Letztere setzten sich schließlich durch und holten ihren zehnten Titel in der Coupe de France.
Der Wettbewerb wird nach dem klassischen Pokalmodus ausgetragen; das heißt insbesondere, dass die jeweiligen Spielpaarungen ohne Setzlisten oder eine leistungsmäßige beziehungsweise ab dem Achtelfinale ohne regionale Vorsortierung der Vereine aus sämtlichen noch im Wettbewerb befindlichen Klubs ausgelost werden und lediglich ein Spiel ausgetragen wird, an dessen Ende ein Sieger feststehen muss (und sei es durch ein Elfmeterschießen – eine Verlängerung bei unentschiedenem Stand nach 90 Minuten ist nicht vorgesehen), der sich dann für die nächste Runde qualifiziert, während der Verlierer ausscheidet. Auch das Heimrecht wird für jede Begegnung durch das Los ermittelt – mit Ausnahme des Finales, das auf neutralem Platz an jährlich wechselnden Orten stattfindet –, jedoch mit der Einschränkung, dass Klubs, die gegen eine mindestens zwei Ligastufen höher spielende Elf anzutreten haben, automatisch Heimrecht bekommen.
Nach Abschluss der von den regionalen Untergliederungen des Landesverbands FFF organisierten Qualifikationsrunden trafen 56 daraus erfolgreich hervorgegangene Teams sowie die 24 Zweitligisten in der sogenannten ersten Bundesrunde (Premier tour fédéral) aufeinander; die zwölf Erstligisten griffen wie üblich erst im Sechzehntelfinale in den Wettbewerb ein.
In dieser Saison war bereits im Zweiunddreißigstelfinale keine Mannschaft mehr dabei, die in einer Liga unterhalb der dritthöchsten Spielklasse antritt. Und eine Runde später gehörten nur noch vier der 32 Qualifizierten der dritten Liga an, von denen es den Frauen der AS Cannes als einzigen gelungen war, einen Zweitligisten aus dem Rennen zu werfen und die auch als einzige noch das Achtelfinale erreichten. Dafür war im Halbfinale noch eine Frauschaft aus der Division 2 vertreten.

## Regionale Herkunft der teilnehmenden Vereine

Französische Regionen

Am Pokalwettbewerb sind, anders als beim Männer-Pokal, nur Klubs aus den europäischen Gebieten Frankreichs teilnahmeberechtigt. Die Frage, wie viele Teams aus den jeweiligen regionalen Teilverbänden, die im Punktspielbetrieb unterhalb der ersten und zweiten Liga antreten, sich für die erste Bundesrunde qualifizieren, hängt von der dortigen Zahl weiblicher Vereinsmitglieder und der für den Pokal gemeldeten Frauschaften ab. 
Für diesen Wettbewerb beispielsweise stellt sich die Verteilung wie folgt dar:
| Verteilung 2022/23   |                                 |                            |                  |  |                            |                                 |                            |                  |
| Region               | Gemeldete unterklass- ige Teams | Plätze für Unter- klassige | Teams in D1 / D2 |  | Region                     | Gemeldete unterklass- ige Teams | Plätze für Unter- klassige | Teams in D1 / D2 |
| Auvergne-Rhône-Alpes | 140                             | 8                          | 8                |  | Okzitanien                 | 058                             | 4                          | 6                |
| Grand Est            | 109                             | 7                          | 3                |  | Normandie                  | 052                             | 3                          | 1                |
| Paris Île-de-France  | 106                             | 8                          | 5                |  | Bourgogne-Franche-Comté    | 047                             | 3                          | 1                |
| Bretagne             | 075                             | 5                          | 3                |  | Provence-Alpes-Côte d’Azur | 039                             | 2                          | 2                |
| Hauts-de-France      | 072                             | 5                          | 2                |  | Centre-Val de Loire        | 031                             | 2                          | 1                |
| Pays de la Loire     | 072                             | 4                          | 3                |  | Korsika                    | 07                              | 1                          | ---              |
| Nouvelle-Aquitaine   | 066                             | 4                          | 2                |  | Insgesamt                  | 874                             | 56                         | 36               |

Dass unterklassige Amateurklubs auch in den 2020er Jahren und nicht nur im Frauenbereich mit personellen, strukturellen und/oder finanziellen Problemen zu kämpfen haben, zeigte sich auch diesmal: Drittligist Grand Calais Pascal FC, in der vorigen Saison noch bis in das Achtelfinale vorgestoßen, zog seine Frauenelf wenige Tage vor deren Spiel der 1. Bundesrunde aus dem Wettbewerb zurück.

## Zweiunddreißigstelfinale
Spiele am 10./11. Dezember 2022.
Die Vereine der beiden höchsten Ligen sind mit D1 bzw. D2 gekennzeichnet; i. E. = im Elfmeterschießen
| - FC Valenciennes – Racing Lens (D2) 0:3 - AS Mazères UR – FC Toulouse (D2) 0:6 - FC Rueil-Malmaison – FC Metz (D2) 0:5 - OSC Lille (D2) – Racing Saint-Denis 5:0 - AS Cannes – OGC Nizza (D2) 1:0 - Clermont Foot (D2) – ALC Longvic 7:0 - FC Plérin – US Orléans (D2) 0:4 - GPSO Issy (D2) – SM Caen 2:1 - FF Nîmes MG (D2) – FEC Bastia 2:1 - FC Tours – SF Orvault 2:1 | - Racing Strasbourg (D2) – AS Saint-Étienne (D2) 5:1 - ESOF La Roche (D2) – FC Montauban TG (D2) 1:2 - Grenoble Foot (D2) – Le Puy Foot (D2) 2:0 - ES 3 Cités Poitiers – FC Nantes (D2) 0:3 - Stade Auxerre – Thonon Évian GG FC (D2) 0:4 - ASPTT Montpellier – Olympique Marseille (D2) 0:9 - Le Mans FC (D2) – Quimper Kerfeunteun FC 4:0 - Croix Blanche Angers – US Saint-Malo (D2) 1:4 - US Saint-Vit – AS Musau Strasbourg (a) 3:2 - AS Beauvais – Olympique Charleville Neufmanil Aiglemont 2:0 |

## Sechzehntelfinale
Spiele am 7./8. Januar 2023.
| - Stade Reims (D1) – Paris FC (D1) 5:3 - OSC Lille (D2) – Le Havre AC (D1) 2:3 - Le Mans FC (D2) – ASJ Soyaux (D1) 0:5 - FC Tours – EA Guingamp (D1) 0:6 - US Saint-Vit – FCO Dijon (D1) 0:2 - FC Nantes (D2) – GPSO Issy (D2) 2:1 - FC Metz (D2) – AS Beauvais 5:1 - AS Cannes – Racing Strasbourg (D2) 3:2 | - AF Rodez (D1) – Olympique Lyon (D1) 0:8 - FC Fleury (D1) – FC Montauban TG (D2) 5:1 - HSC Montpellier (D1) – Clermont Foot (D2) 7:2 - US Orléans (D2) – Paris Saint-Germain FC (D1) 1:3 - Girondins Bordeaux (D1) – FF Nîmes MG (D2) 4:1 - US Saint-Malo (D2) – Racing Lens (D2) 2:2, 5:6 i. E. - Olympique Marseille (D2) – FC Toulouse (D2) 4:0 - Grenoble Foot (D2) – Thonon Évian GG FC (D2) 2:3 |

## Achtelfinale
Spiele am 28./29. Januar 2023
| - FC Fleury (D1) – Le Havre AC (D1) 2:0 - ASJ Soyaux (D1) – Stade Reims (D1) 0:2 - Girondins Bordeaux (D1) – FC Metz (D2) 3:0 - FC Nantes (D2) – AS Cannes 6:1 | - Olympique Lyon (D1) – HSC Montpellier (D1) 2:0 - FCO Dijon (D1) – Paris Saint-Germain FC (D1) 0:2 - Olympique Marseille (D2) – EA Guingamp (D1) 2:2, 6:5 i. E. - Racing Lens (D2) – Thonon Évian GG FC (D2) 0:5 |

## Viertelfinale
Spiele am 4./5. März 2023
| - Stade Reims (D1) – Olympique Lyon (D1) 2:2, 7:8 i. E. - FC Fleury (D1) – FC Nantes (D2) 6:1 | - Girondins Bordeaux (D1) – Paris Saint-Germain FC (D1) 0:0, 4:5 i. E. - Thonon Évian GG FC (D2) – Olympique Marseille (D2) 0:0, 5:4 i. E. |

## Halbfinale
Spiele am 17./18. März 2023
| - Olympique Lyon (D1) – FC Fleury (D1) 2:0 | - Paris Saint-Germain FC (D1) – Thonon Évian GG FC (D2) 1:0 |

## Finale
Spiel am 13. Mai 2023 im Stade de la Source von Orléans vor 6.127 Zuschauern
- Olympique Lyon – Paris Saint-Germain FC 2:1 (2:1)

### Aufstellungen
Lyon: Christiane Endler – Ellie Carpenter, Vanessa Gilles, Wendie Renard , Selma Bacha – Lindsey Horan (Sara Däbritz, 66.), Damaris Egurrola, Daniëlle van de Donk, Amel Majri (Perle Morroni, 46.) – Delphine Cascarino (Vicki Becho, 89.), Ada Hegerberg (Eugénie Le Sommer, 66. / Dzsenifer Marozsán, 88.)
Trainerin: Sonia Bompastor
Paris: Constance Picaud – Ashley Lawrence (Li Mengwen, 74.), Oriane Jean-François, Élisa De Almeida, Sakina Karchaoui  – Onema Grace Geyoro, Kheira Hamraoui – Sandy Baltimore (Manssita Traoré, 52.), Ramona Bachmann (Korbin Albert, 74.), Jackie Groenen (Lieke Martens, 52.) – Amalie Vangsgaard (Laurina Fazer, 32.)
Trainer: Gérard Prêcheur
Schiedsrichterin: Alexandra Collin

### Tore
1:0 (13.) Hegerberg

2:0 (23.) Hegerberg

2:1 (36., Strafstoß) Bachmann

### Besondere Vorkommnisse
Lyons Damaris Egurrola musste in der 86. Minute nach ihrer zweiten gelben Karte das Feld verlassen.